# Philippe Michel (homme politique)
Pour les articles homonymes, voir Philippe Michel.
Philippe Michel, né le 10 janvier 1960 à Nouméa, est un homme politique local de Nouvelle-Calédonie.
Membre dans un premier temps du Rassemblement pour la Calédonie dans la République (RPCR) puis de L'Avenir ensemble à partir de 2004, c'est un fidèle de Philippe Gomès avec lequel il fonde en 2008 le parti Calédonie ensemble, dont il devient le secrétaire général et numéro deux. Deuxième vice-président de l'assemblée de la Province Sud de 2004 à 2011, il est le président de cette collectivité, la plus peuplée et la plus riche économiquement de Nouvelle-Calédonie, de 2014 à 2019.

## Un fonctionnaire territorial
Philippe Michel fait ses études secondaires au sein du lycée Lapérouse à Nouméa. Il s'y lie d'amitié avec un de ses condisciples, Philippe Gomès, dont il va par la suite devenir le collaborateur puis un fidèle allié en politique. Il est licencié en droit public de l'université Nice Sophia Antipolis (où étudie également Philippe Gomès) puis entame une carrière dans la fonction publique territoriale.  
Reçu au concours, il devient rédacteur stagiaire du cadre territorial d'administration générale le 13 août 1984. Il est titularisé rédacteur de 3e classe le 13 août 1985, 1er échelon. Il est tout d'abord mis à la disposition du chef du service du Plan, avant d'en devenir son adjoint du 1er novembre 1984 au 1er mai 1986 (par intérim jusqu'au 1er août 1985). Il quitte la fonction publique pour entamer une carrière de collaborateur politique en 1986.

## Carrière politique

### Collaborateur de Harold Martin et Philippe Gomès
Anti-indépendantiste, Philippe Michel adhère à la principale formation de ce courant politique dans les années 1980, le Rassemblement pour la Calédonie dans la République (RPCR) du député Jacques Lafleur. Il devient ainsi à partir de 1986 un collaborateur de Harold Martin ou de Philippe Gomès, faisant partie avec ceux-ci de ce qui est qualifié au sein du mouvement de « Bande à Harold », à savoir la tendance au sein de la jeune garde souhaitant que Harold Martin devienne le dauphin de Jacques Lafleur en s'opposant en interne au « clan du Mont-Dore » de Pierre Frogier. 
Il est d'abord détaché auprès de Philippe Gomès, premier directeur-adjoint de la nouvelle Agence de développement rural et d'aménagement foncier (ADRAF) du 1er février 1987 au 15 juin 1988. Il rejoint alors à cette date le cabinet du président de la Région Ouest, Harold Martin. À partir du 14 juillet 1989, il est collaborateur politique à la Province Sud, tout particulièrement encore une fois auprès de Harold Martin et de Philippe Gomès qui y sont tous les deux élus. Il commence ensuite sa carrière électorale en 1999.

### Vers la dissidence du RPCR
Philippe Michel obtient son premier mandat lors des élections provinciales du 9 mai 1999, en 24e position sur la liste du RPCR de Jacques Lafleur dans la Province Sud qui a obtenu 51,06 % des suffrages et 25 sièges sur 40 à l'Assemblée provinciale, dont 20 des 32 également à pourvoir au Congrès. Il n'est donc pas élu dans un premier temps au sein de l'assemblée territoriale, mais il l'intègre dès le 28 mai 1999 à la faveur de l'élection au gouvernement local d'Annie Beustes, Jean Lèques, Yves Magnier, Philippe Gomès et Pierre Maresca. Il doit céder son siège au Congrès entre le 3 avril (retour dans l'institution des membres de l'exécutif qui vient de démissionner) au 7 juin 2001 (démission de Marie-Noëlle Thémereau qui permet à son suivant de liste, Philippe Michel, de revenir dans l'institution). Il y reste ensuite jusqu'à la fin de la mandature en 2004. 
Il obtient de plus la présidence du conseil d'administration de l'Établissement de régulation des prix agricoles (ERPA) entre 1999 et 2001. Au Congrès de la Nouvelle-Calédonie, il est porté à la tête de la commission de l'Enseignement et de la Culture le 13 juillet 1999, tout en étant secrétaire de la commission permanente (présidée par Harold Martin) jusqu'en 2000. Philippe Michel soutient ensuite Harold Martin dans sa querelle avec la direction du RPCR pour s'être présenté à sa propre succession à Païta lors des élections municipales de mars 2001 contre le candidat officiel du parti (son cousin et prédécesseur Ronald Martin). Réélu maire, Martin,pourtant jusque-là considéré comme un dauphin potentiel de Jacques Lafleur, est exclu définitivement du Rassemblement le 22 mars 2001 et perd le 6 juin la présidence de la commission permanente qu'il détenait au Congrès depuis 1999. Philippe Michel paye son amitié avec lui en n'étant reconduit dans aucune commission du Congrès à partir de 2001 et jusqu'en 2004, et en devant céder la présidence du conseil d'administration de l'ERPA à Nicole Andréa en décembre 2001. L'organe officiel du Rassemblement, Les Nouvelles Hebdo, profèrent des critiques virulentes à son égard, écrivant que : « Philippe Michel ne laissera pas plus de trace que la bave d’un escargot ». Le 17 décembre 2001, Philippe Michel, Harold Martin et un autre élu du RPCR au Congrès, Sosimo Malalua, décident de ne plus suivre les directives officielles du groupe politique du parti lors des votes. Philippe Gomès proteste également contre l'expulsion de Harold Martin. Michel, Malalua et Gomès ne sont pourtant définitivement exclus du RPCR que le 15 avril 2004, à la suite de leur participation à la formation de l'Avenir ensemble.

### À l'Avenir ensemble
Pour les élections provinciales du 9 mai 2004, Harold Martin et ses partisans (dont Philippe Michel, et rejoints finalement par Philippe Gomès et Marie-Noëlle Thémereau) décident de former des listes communes dans le Sud et le Nord avec des opposants non-indépendantistes de longue date au RPCR, à savoir le parti Alliance de Didier Leroux. Baptisées « Avenir ensemble » et ouvertes à la société civile voire à quelques indépendantistes (Christiane Gambey), elles présentent un programme très critique à l'égard de Jacques Lafleur à qui elles reprochent d'être trop autoritaire et de gérer les affaires de manière opaque, mais aussi très porté sur le « respect à la lettre » de l'accord de Nouméa et sur d'importantes promesses sur le plan social ou économique (passage du SMIC à 120 000 Francs CFP contre 100 000 F CFP à l'époque, instauration du PACS, généralisation des allocations familiales, création d'un observatoire de la condition féminine, réforme de la fiscalité ou encore passage à l'euro),. Elles utilisent également des moyens de communication politique nouveaux en Nouvelle-Calédonie, comme le lancement fin mars 2004 d'un DVD de 14 minutes en 20 000 exemplaires (dont 18 000 dans le Grand Nouméa). Philippe Michel est en 14e position de la liste du Sud de Marie-Noëlle Thémereau, qui l'emporte avec 33,89 % des suffrages exprimés et 19 élus sur 40 (dont 15 des 32 envoyés au Congrès). Philippe Gomès est porté le 14 mai 2004 à la présidence de l'Assemblée de la Province Sud à la place de Jacques Lafleur qui l'occupait depuis 1989, et Philippe Michel devient le même jour son 2e vice-président (ordonnateur délégué du budget). L'Avenir ensemble, qui réussit à obtenir également la direction des deux autres institutions d'importance en Nouvelle-Calédonie (le Congrès avec Harold Martin et le gouvernement avec Marie-Noëlle Thémereau), se transforme officiellement en nouveau parti politique le 28 août 2004. Philippe Michel en est l'un des dix « membres fondateurs » qui en constituent le premier bureau exécutif (avec Marie-Noëlle Thémereau, Harold Martin qui devient le 1er octobre suivant le premier président de ce mouvement, Didier Leroux, Sonia Lagarde, Philippe Gomès, Éric Babin, Isabelle Ohlen, Alain Descombels et Bernard Nénou). 
Au Congrès, Philippe Michel est de plus président de la commission des Finances et du Budget du 27 juillet 2004 au 31 juillet 2007. Il est de ce fait le rapporteur de nombreuses lois du pays portant sur la fiscalité : celles du 11 janvier 2005 créant une « contribution sociale additionnelle » à l'impôt sur les sociétés pour les entreprises réalisant plus de 200 millions de Francs CFP de bénéfices et portant diverses dispositions d'ordre fiscal, du 6 juillet 2005 portant validation des impositions perçues au titre de la taxe sur le fret aérien et de la délibération relative à la sécurité sociale en Nouvelle-Calédonie, du 29 mars 2006 portant réforme de la fiscalité des produits pétroliers, du 8 juin 2006 réformant le Régime unifié d'assurance maladie-maternité (RUAMM), du 22 septembre 2006 modifiant les régimes fiscaux privilégiés à l’importation, du 22 décembre 2006 portant diverses dispositions d'ordre fiscal pour favoriser l'investissement dans les entreprises calédoniennes et le développement économique, du 16 janvier 2007 relative à l'impôt sur le revenu et à l'impôt sur les sociétés et du 28 novembre 2007 portant diverses dispositions d'ordre fiscal. Il retrouve de plus la tête du conseil d'administration de l'ERPA le 9 octobre 2004 et devient l'un des principaux acteurs de la nouvelle majorité sur les affaires rurales, avec Éric Babin (membre du gouvernement chargé de l'Agriculture de 2004 à 2009). Et il s'investit également sur le dossier des transports, incarnant notamment avec Philippe Gomès la position ferme adoptée par la Province Sud à l'encontre de l'Union syndicale des travailleurs kanaks et des exploités (USTKE, indépendantiste) dans le conflit social paralysant la compagnie CarSud en 2007 et 2008.

### Le lieutenant de Philippe Gomès
Il apparaît surtout de plus en plus comme le principal lieutenant de Philippe Gomès. Lorsque celui-ci entre dans une confrontation directe avec Harold Martin et Didier Leroux à partir de 2007 au sujet de la stratégie politique de l'Avenir ensemble (ayant accepté frileusement l'« accord-cadre » de partage des institutions passé à la suite des élections législatives avec le Rassemblement-UMP, Gomès reproche surtout à son parti de trop céder à ce dernier), Philippe Michel le soutient activement. Les « deux Philippe » appellent ainsi ensemble au boycott du congrès de l'Avenir ensemble du 21 juin 2008 et ce que leurs partisans ne renouvellent pas leurs cotisations au parti, annonçant de fait leur dissidence. Le congrès a bien lieu à la date prévue, avec 1 000 personnes présentes et plus de 3 600 votants pour porter Didier Leroux à la présidence et entériner les candidats têtes de liste de la tendance Martin-Leroux aux provinciales de l'année suivante, tandis que dans le même temps le camp Gomès-Michel organise à l'hôtel Kuendu Beach de Nouville à Nouméa (lieu de la création de l'Avenir ensemble en 2004) une fête parallèle qui a attiré environ 3 000 personnes. Lors du renouvellement du bureau et des commissions intérieures du Congrès fin juillet 2008, les deux tendances se séparent dans deux groupes distincts : les partisans du président de la Province Sud au sein d'un groupe de 12 membres présidé par Philippe Michel et baptisé dans un premier temps « Union pour un avenir ensemble », tandis que les 4 fidèles de Harold Martin et Didier Leroux se sont alliés aux 2 élus du Mouvement calédonien français (MCF), petit parti anti-indépendantiste récemment créé par l'ancien dirigeant du Front national (FN) local Guy George, au sein d'un intergroupe présidé par Didier Leroux. Le 7 septembre 2008, la division est définitivement consommée puisque les pro-Philippe Gomès annoncent alors leur démission collective de l'Avenir ensemble, pour fonder le 11 octobre suivant un nouveau parti baptisé Calédonie ensemble. Membre de sa direction collégiale en tant que secrétaire général, il en anime la première « rencontre citoyenne » sur le programme pour les élections provinciales de 2009, consacrée au développement rural, et mène les attaques contre le gouvernement de Harold Martin au Congrès. Il déclare ainsi, lors de la séance de vote du budget 2009 le 23 décembre 2008 : « C'est pour sanctionner ce gouvernement auquel nous ne faisons plus confiance que nous ne voterons pas ce budget. Il y a eu beaucoup de promesses, de belles déclarations, et finalement pas ou peu de résultats. Où est l'observatoire des prix ? Où est l'observatoire du développement durable ? Où en est la réforme de la fiscalité ? Où en est le prêt à taux zéro promis en faveur des classes moyennes ? Où en est l'inflation ? Ce gouvernement a géré au fil de l'eau, sans mesures fortes, en se contentant de mesures démagogiques accompagnées de propagande ». 
Aux élections provinciales du 10 mai 2009, Philippe Michel est 5e sur la liste Calédonie ensemble emmenée par Philippe Gomès en Province Sud. Elle obtient le deuxième meilleur score, derrière celle du Rassemblement-UMP de Pierre Frogier mais assez loin devant l'alliance entre l'Avenir ensemble et le Mouvement de la diversité (LMD, parti du sénateur Simon Loueckhote, dissident du Rassemblement-UMP en 2006 puis du Rassemblement pour la Calédonie de Jacques Lafleur en 2008), avec 23,6 % des suffrages exprimés et 11 sièges sur 40 (dont 9 sur les 32 envoyés également au Congrès). Aucun parti ne disposant de majorité nette ni à l'Assemblée de la Province Sud, ni au Congrès, les trois listes non-indépendantistes arrivées en tête (le Rassemblement-UMP, Calédonie ensemble et l'Avenir ensemble-LMD) décident de passer un accord de majorité (dit de l'« Entente républicaine ») et de partage des responsabilités : Pierre Frogier devient président de l'Assemblée de la Province Sud, Harold Martin celui du Congrès et Philippe Gomès celui du gouvernement. 
Philippe Michel pour sa part conserve le 15 mai 2009 la 2e vice-présidence de la Province Sud, la 1re revenant au numéro deux du Rassemblement-UMP Éric Gay et la 3e à une autre figure de Calédonie ensemble, Sonia Lagarde. Parmi eux, Philippe Michel est le seul à obtenir la totalité des voix loyalistes (soit 36, les 2 du RPC, dont Jacques Lafleur, ayant voté blanc pour la désignation du président et des deux autres vice-présidents). Il obtient alors de Pierre Frogier délégation permanente de signatures pour le développement économique, l'emploi et la formation professionnelle, l'environnement et le développement rural. Il reste également président du groupe Calédonie ensemble au Congrès (retombé à 10 membres contre 12 auparavant) et de l'ERPA, et est de plus porté à la tête du conseil d'administration de la Société immobilière de Nouvelle-Calédonie (SIC, opérateur du logement social en Nouvelle-Calédonie) et de celui de la SEM Mwe Ara (chargée du développement du domaine de Gouaro-Deva à Bourail, de la mise en valeur du site à travers notamment la construction d'un complexe hôtelier de luxe et de ses investissements selon le projet initié lors de la précédente mandature par Philippe Gomès). Au Congrès, il appartient d'autre part à la Commission permanente et préside la commission spéciale chargée de la refonte du règlement intérieur. 
Par la suite il s'oppose avec son parti à plusieurs décisions ou propositions du Rassemblement-UMP et de son président Pierre Frogier. Tout d'abord sur la levée côte à côte des deux drapeaux français et « Kanaky » à partir de 2010, il estime que, lors de la campagne des provinciales de 2009, « aucun parti politique non indépendantiste n’a annoncé son intention de faire du drapeau du FLNKS le drapeau du pays », et il lui préfère avec son parti un unique étendard comme signe identitaire recherché « en commun pour exprimer l’identité kanak et le futur partagé entre tous ». Ensuite, sur la réaffectation de certains impôts au profit de la Province Sud à la fin de l'année 2010, à laquelle il préfère une réforme « glissante » de la clé de répartition interprovinciale « qui se fasse dans le plus large consensus possible ». Et enfin, sur la politique du logement social passant par une reconnaissance et un réaménagement des squats, il dénonce le 16 mars 2011 la baisse de 40 % des crédits consacrés à ce secteur dans le contrat de développement État-Province Sud 2011-2015 par rapport à la période 2006-2010, et le passage à 228 habitations produites par année contre 819 entre 2009 et 2011, estimant qu'« au bout du voyage, c’est plus d’échec scolaire, plus de délinquance, plus de bandes » et parlant de « ségrégation » et de « politique criminelle ». 
Après la chute du gouvernement Gomès le 17 février 2011, en raison des questions des deux drapeaux et de la collégialité, à la suite d'une démission collective des membres de l'Union calédonienne (UC) et de leurs suivants de liste, Philippe Michel est chargé d'organiser au Congrès la nouvelle stratégie de Calédonie ensemble de blocage des institutions pour obtenir une dissolution des assemblées territoriales et provinciales et l'organisation de nouvelles provinciales (démission en bloc d'un des membres Calédonie ensemble à chaque élection d'un nouvel exécutif, tentative de report de la séance de désignation d'un nouveau président du Congrès puis boycott de celle-ci qu'il juge « illégale » ou encore recours en justice devant le tribunal administratif et le Conseil d'État). À ce sujet, il répond à une attaque de Pierre Frogier et du chef du groupe FLNKS (tendance UC) Rock Wamytan au Congrès le 25 mars 2011 : « Notre position n’est pas celle d’un homme mais celle de tout un groupe. Ce débat n’a rien de personnel, il est politique. Nous respectons profondément le drapeau du FLNKS pour ce qu’il représente de luttes et de combats. Mais nous considérons qu’il n’a pas vocation à incarner la diversité calédonienne. De nombreux Calédoniens n’ont pas compris la démarche initiée par Pierre Frogier sur les deux drapeaux. Elle ne figurait pas dans ses propositions de campagne et a dérouté nombre de ses électeurs. Force est de constater que même si son intention était de rapprocher les communautés, elle a abouti à diviser profondément le pays ». 
Quoi qu'il en soit, cette attitude vaut à Calédonie ensemble d'être relégué dans l'opposition et Philippe Michel perd son siège au conseil d'administration de la SEM Mwe Ara le 14 octobre 2010 et celui à l'ERPA le 17 mars 2011. Le 27 octobre 2011, Pierre Frogier finit par démissionner de la présidence de l'Assemblée de la Province Sud, afin de provoquer un renouvellement du bureau le 9 novembre suivant : Philippe Michel, comme Sonia Lagarde, perdent alors leurs postes de vice-présidents, tout en ayant été ce jour-là candidats à la 1re vice-présidence face à Alain Lazare pour le premier et à la présidence face à Pierre Frogier pour la seconde (tous deux ont réuni 13 voix, soit les 11 de leur parti et les 2 de l'UDC, contre 21 à leurs adversaires). Par la suite, Philippe Michel se fait remarquer au Congrès pour ses échanges verbaux souvent très houleux en séance avec le président du gouvernement Harold Martin,,. 
Il est l'un des deux cosignataires, avec Simon Loueckhote du LMD, de la proposition de délibération visant à créer une commission spéciale au Congrès chargée de rechercher en commun le drapeau du pays. Déposée le 9 avril 2012, elle est votée le 27 décembre 2012 en ne recueillant que 4 voix contre (celles du Parti travailliste. Le 22 mars 2013 suivant, lors de la première réunion de cette commission, il en devient l'un des quatre coprésidents (avec Léontine Ponga du Rassemblement-UMP, Damien Yeiwéné de l'UC et Nadia Heo du Palika). Enfin, le 8 août 2013, en plus de retrouver la présidence de la commission spéciale sur la refonte du règlement intérieur, il obtient de plus celle de la toute nouvelle commission intérieure des relations extérieures (créée en avril précédent).
Pour les élections provinciales du 11 mai 2014, il est cette fois candidat en 7e position sur la liste de Calédonie ensemble baptisée « L'Avenir en partage. Ensemble, vers un avenir éclairé et apaisé », une nouvelle fois menée par Philippe Gomès en Province Sud. Elle arrive assez largement en tête du scrutin, avec 24 873 voix soit 36,47 % des suffrages exprimés et 16 sièges à l'assemblée provinciale sur 40, dont 13 également au Congrès (complétés par deux issus de la Province Nord). Philippe Michel retrouve ainsi son siège dans ces deux institutions. Mais aucun parti n'ayant la majorité absolue ni à la Province ni au Congrès, Calédonie ensemble négocie avec les deux autres formations non-indépendantistes, le Front pour l'unité (FPU, coalition réunissant le Rassemblement, l'Avenir ensemble, le LMD ainsi que Didier Leroux) de Cynthia Ligeard et l'Union pour la Calédonie dans la France (UCF, rassemblement le Mouvement populaire calédonien ou MPC, le RPC et le Mouvement républicain calédonien dit MRC) de Gaël Yanno, Sonia Backès, Isabelle Lafleur et Philippe Blaise. Ils signent ainsi un « contrat de gouvernance solidaire » présenté lors d'une conférence de presse le 16 mai 2014. Il comprend une répartition des postes clés dans les institutions comme en 2009, à savoir la présidence de l'assemblée provinciale pour Philippe Michel de Calédonie ensemble, celle du Congrès à l'UCF et devant revenir normalement à Gaël Yanno, et celle du gouvernement pour le FPU et plus précisément pour Cynthia Ligeard. Ce « contrat » prévoit également un certain nombre de priorités politiques à mettre en œuvre en commun dont la recherche d'un équilibre budgétaire pour la Province Sud (en souhaitant notamment négocier une révision de la clé de répartition) et le financement des communes, l'organisation d'une conférence économique et sociale des « forces vives du pays », et l'engagement voulu le plus rapidement possible des discussions avec les indépendantistes et l'État sur la sortie de l'accord de Nouméa et la consultation d'autodétermination.

### Président de la Province Sud
Conformément à ce « contrat de gouvernance », Philippe Michel est élu le 16 mai 2014 président de l'assemblée de la Province Sud avec la totalité des 33 voix non-indépendantistes, contre 7 à l'indépendantiste Rock Wamytan. Il est secondé au sein de l'exécutif par deux autres membres de son parti, à savoir Martine Lagneau et Dominique Molé respectivement à la 1re et à la 3e vice-présidences, et par Gil Brial de l'UCF-MPC à la 2e vice-présidence. Philippe Michel présente sa nouvelle majorité comme un « contrat de confiance » établi pour « deux raisons », à savoir selon lui : « La première, c’est que nous ouvrons aujourd’hui une mandature au cours de laquelle nous devons collectivement assumer l’immense responsabilité de trouver une sortie qui soit acceptable par tous, qui permette de préserver la paix civile et les conditions d’un progrès économique et social à toutes les communautés. Or, cette échéance capitale réclame que nous soyons capables, entre non-indépendantistes, de nous entendre sur l’essentiel pour être en situation de défendre notre projet d’avenir face à nos partenaires indépendantistes. [...] La seconde raison, c’est que notre pays a impérativement besoin de réformes économiques, fiscales et sociales pour renforcer sa cohésion et construire sa communauté de destin. ».